# Сан Мартино Синцано (Парма)
Сан Мартино Синцано је насеље у Италији у округу Парма, региону Емилија-Ромања.
Према процени из 2011. у насељу је живело 488 становника. Насеље се налази на надморској висини од 113 м.